# Cypricardia
Genre
Cypricardia est un genre fossile de  mollusques bivalves de la famille des Trapezidae.

## Liste des espèces
Selon Paleobiology Database (27 octobre 2019):
- Cypricardia decurtata Winckler, 1861[3] - Trias de l'Allemagne
- Cypricardia haguei Stanton, 1899[4] - Mésozoïque des USA
- Cypricardia siliqua Dana, 1847[5] (syn. Modiolopsis siliqua) - Permien de l'Australie

Autres noms
- Cypricardia elegans - Dévonien de France[6] et Carbonifère de Belgique[7]